# Hodgesiella rhodorrhisella
Hodgesiella rhodorrhisella ist ein Schmetterling (Nachtfalter) aus der Familie der Prachtfalter (Cosmopterigidae).

## Merkmale
Die Falter erreichen eine Flügelspannweite von 9 bis 12 Millimeter. Kopf und Stirn (Frons) sind silbrig weiß, der Scheitel (Vertex) glänzt grau. Der Kopf glänzt hinten und an den Seiten dunkelbraun. Die Fühler sind dunkelbraun und bis über die erste Hälfte hinaus weiß geringelt. Im Subapikalbereich befinden sich zwei oder drei weiße Ringe, im Apikalbereich sind vier undeutliche weiße Ringe zu finden. Thorax und Tegulae glänzen dunkelbraun. Die Vorderflügel glänzen ebenfalls dunkelbraun und sind am Innenrand mehr gräulich braun. Zwei unregelmäßige weiße Binden befinden sich bei 1/5 der Vorderflügellänge und in der Flügelmitte. Die innere Binde verläuft schräg nach innen und verjüngt sich bis zur Analfalte etwas. Darüber hinaus ist sie sehr schmal und reicht nicht bis zum Flügelinnenrand. Die äußere Binde steht senkrecht zur Costalader. Sie ist in der Mitte verdickt, danach verjüngt sie sich stark. Sie reicht nicht bis zum Flügelinnenrand. An der breitesten Stelle befindet sich in der Mitte ein brauner Fleck. Ein weißer Costalfleck liegt bei 4/5 der Vorderflügellänge und am Innenwinkel befindet sich ein weißer Fleck. Letzterer liegt einwärts vom Costalfleck. An der Flügelspitze befindet sich ein weißer Fleck, der manchmal auf einige wenige weiße Schuppen reduziert sein kann. Die Fransenschuppen sind am Apex grau und in Richtung Innenrand graubraun. Die Hinterflügel glänzen grau. Das Abdomen glänzt grau, bei den Männchen glänzt es dunkelbraun.
Bei den Männchen ist das rechte Brachium gebogen, der Apex ist stark geweitet und hakenförmig. Das linke Brachium weitet sich distal. Die Valven sind distal dreieckig geweitet. In der basalen Hälfte des geweiteten Teils sind sie mit groben Borsten besetzt und in der distalen Hälfte mit feinen Borsten. Die rechte Valvella ist schlank und läuft spitz zu. Der Aedeagus und der röhrenförmige Teil sind gerade und an der äußersten Spitze gebogen.
Bei den Weibchen ist das 8. Segment kürzer als bei Hodgesiella rebeli und Hodgesiella christophi. Die Apophyses posteriores sind ungefähr zweieinhalb mal so lang wie die Apophyses anteriores. Das Sterigma ist kurz, hinten rundlich und mit einer sklerotisierten Leiste versehen. Der Ductus bursae ist sehr schmal. Das Corpus bursae ist eiförmig und hat einen schmalen länglichen Fortsatz. Es sind zwei große, stark sklerotisierte, trichterförmige Signa ausgebildet.

### Ähnliche Arten
Hodgesiella rhodorrhisella ähnelt Hodgesiella rebeli und Hodgesiella christophi, unterscheidet sich aber durch die beiden unvollständigen Binden und die unregelmäßigere innere Binde. Die gelbliche oder ockerfarbene Umrandung der weißen Binden fehlt. Die äußere Binde ist im Gegensatz zu H. rebeli in der Mitte unterbrochen.

## Verbreitung
Hodgesiella rhodorrhisella ist auf den Kanarischen Inseln (Teneriffa, Gran Canaria, La Palma) verbreitet und kommt dort in felsigen und trockenen Gebieten vor.

## Biologie
Die Raupen minieren in den Blättern der Blütenreichen Winde (Convolvulus floridus). Die Mine beginnt an der Blattspitze oder an der Mittelrippe und hat die Form einer bräunlichen Platzmine. Im Inneren der Mine fertigen die Raupen ein verdicktes und undurchsichtiges Versteck an, in dem auch der Raupenkot abgelegt wird. Teilweise wird der Raupenkot auch ausgeworfen. Die Falter wurden von Anfang Dezember bis Ende Mai gezüchtet, im Februar wurden sie auch am Licht gesammelt.

## Systematik
Aus der Literatur ist das folgende Synonym bekannt:
- Stagmatophora rhodorrhisella Kasy, 1970

## Belege
1. 1 2 3 4 5 6  J. C. Koster, S. Yu. Sinev: Momphidae, Batrachedridae, Stathmopodidae, Agonoxenidae, Cosmopterigidae, Chrysopeleiidae. In: P. Huemer, O. Karsholt, L. Lyneborg (Hrsg.): Microlepidoptera of Europe. 1. Auflage. Band 5. Apollo Books, Stenstrup 2003, ISBN 87-88757-66-8, S. 165 (englisch).
2. 1 2  Hodgesiella rhodorrhisella bei Fauna Europaea. Abgerufen am 15. März 2012
3. 1 2  Friedrich Kasy (1970): Eine neue Stagmatophora s. 1. von den Kanarischen Inseln (Lepidoptera, Cosmopterigidae). Annalen des Naturhistorischen Museums Wien 74: S. 195–200 (zobodat.at [PDF]).